# 藤原秋継
藤原 秋継（ふじわら の あきつぐ）は、平安時代初期の貴族。藤原北家、右大臣・藤原内麻呂の三男。